# Niwa (Nawóz)
Niwa – część wsi Nawóz, położonej w Polsce, w województwie lubelskim, w powiecie zamojskim, w gminie Nielisz.
W latach 1975–1998 miejscowość należała administracyjnie do województwa zamojskiego.